# Régression quantile
Les régressions quantiles sont des outils statistiques dont l’objet est de décrire l’impact de variables explicatives sur une variable d’intérêt. Elles permettent une description plus riche que les régressions linéaires classiques, puisqu’elles s’intéressent à l’ensemble de la distribution conditionnelle de la variable d’intérêt et non seulement à la moyenne de celle-ci. En outre, elles peuvent être plus adaptées pour certains types de données (variables censurées ou tronquées, présence de valeurs extrêmes, modèles non linéaires...)

## Historique
Roger Koenker et George Bassett ont développé le modèle de régression quantile en 1978. Dans leur approche, ils font l'hypothèse que les quantiles conditionnels ont une forme linéaire,.
En 1986, James Powell généralise la régression quantile aux variables censurées,,.

## Applications
En économie, Moshe Buchinsky utilise les régressions quantiles pour étudier l'évolution des inégalités salariales aux États-Unis.

## Le modèle
On définit la fonction quantile conditionnelle de la variable aléatoire y conditionnellement au vecteur de variables explicatives x pour le quantile τ comme
la plus petite valeur de y telle que la fonction de distribution de y conditionnellement à x soit au moins égale à τ.
Formellement, on adopte la notation suivante :
{\displaystyle Q_{\tau }(y_{i}|x_{i})=\inf \left\{y:F_{y}(y|x_{i})\geqslant \tau \right\}}
Si on se restreint au cas où les quantiles conditionnels sont des fonctions linéaires du vecteur de variables explicatives x, on définit : 
{\displaystyle \beta _{\tau }={\text{argmin}}_{b}\mathbb {E} \left[\rho _{\tau }(y_{i}-x_{i}'b)\right]}
avec
{\displaystyle \rho _{\tau }(u)=(\tau -\mathbb {I} (u\leqslant 0))u}

L'estimateur des paramètres de la régression quantile est alors obtenu en minimisant l'équivalent empirique de la fonction objectif : 
{\displaystyle {\hat {\beta }}_{\tau }={\text{argmin}}_{b}{\frac {1}{N}}\sum _{i=1}^{N}\left[\rho _{\tau }(y_{i}-x_{i}'b)\right]}